# Любин, Яков Моисеевич
Яков Моисеевич Любин (наст. фамилия Машкович; ? — 1914) — русский камерный певец (лирико-драматический тенор), композитор, антрепренёр и педагог.

## Биография
Обстоятельства и время рождения неизвестны.
Окончил реальное училищ в Бухаресте. Пением начал заниматься по приезде в Одессу. С 1880 года учился в Санкт-Петербургской консерватории; окончив классы К. Эверарди, в 1883 году дебютировал на сцене в Петербурге.
В 1884–1886 годах выступал в Казани, в 1887 году дебютировал в партии Фауста («Фауст» Ш. Гуно) на сцене московского Большого театра, позднее выступал и пел на оперных сценах Киева, Одессы, Тифлиса, Вильно, Варшавы, Симбирска; был партнёром Соколовой-Фрелих.
Выступал в Мариинском театре, Частной опере. В 1895—1899 годах вместе с М. Ф. Салтыковым содержал частную оперную труппу «Товарищество русских оперных артистов», с которой гастролировал по всей России. Имел небольшой голосовой диапазон, однако отличался осмысленной фразировкой и своеобразным благородством певческой манеры. В концертах исполнял сольные партии в «Реквиеме» Р. Шумана, «Реквиеме» Дж. Верди, в «Мессии» Г. Ф. Генделя. С 1901 года был заведующим петербургского Народного дома, на сцене которого поставил оперу «Орлеанская дева». После завершения певческой карьеры вёл активную педагогическую деятельность.
Писал музыку для небольших вокальных произведений: В минуты ревности (Вальс-каприз: для сопрано или тенора с сопровожд. фп.); Я люблю, как ребенок капризный (для голоса с сопровожд. фп.); Не говори мне о блаженстве (для сопрано или тенора с сопровожд. фп. Слова Е.А.Б.); Любовь - волшебное мгновенье (для голоса с сопровожд. фп. Стихи Д. Ратгауза); Осенние цветы (для меццо-сопрано с сопровожд. ф.-п. Слова Д. Ратгауза); Колыбельная песня: Спи, малютка мой прекрасный (для голоса с сопровожд. фп. Сл. М. Лермонтова); Дева Мария = Ave Maria (для голоса с сопровождением фортепиано. 1909) и др.
Умер в 1914 году.